# 矩圆叶椴
矩圆叶椴（学名：Tilia oblongifolia）为锦葵科椴属的植物，是中国的特有植物。分布于中国大陆的安徽、湖南等地，生长于海拔600米至1,000米的地区，多生在山坡林中、山坡和溪谷疏林中，目前已由人工引种栽培。
其种加词“oblongifolia”意为“长椭圆叶子的”。